# ライフボート
株式会社ライフボートは日本のソフトウェアパブリッシャーである。1981年（昭和56年）に創業し、1998年（平成10年）に株式会社ソフトボートに社名を変更した後プロトンに吸収され消滅した旧・ライフボートと、2002年（平成14年）8月に元・社員が再創業した現・ライフボートがある。

## 概要
ライフボートは、かつて存在したソフトウェア販売会社である米国Lifeboat社の日本支社として設立された。CP/M上で動く製品を主に扱い、ハードウェアにおける共通信号線バスラインにちなみ、CP/Mをソフトウェアバスと考えてCP/M-80をSB-80（ソフトウェアバス-80）と呼び、CP/M対応製品はどのCP/Mマシンでも動くことを強力にアピールしていた。のちに日本のライフボートの取り扱い流通量が米国側に比べ非常に大きくなったために、日本側に吸収された。
旧・ライフボートは1998年（平成10年）1月にソフトボートに名称を変更後、アイネットの子会社となり、プロトン・ソフトボート事業部となっていたが、その後消滅している。
2002年（平成14年）にメガソフトの支援を受け、旧ソフトボート社員の一部が新生ライフボートを再創業。再創業後のラインナップは旧来のような開発向けシステムではなく、システムコマンダーなど引き継いだソフトウェア以外は、個人向けのシステムユーティリティ、企業向けのサーバを対象としたソフトウェア等のパッケージソフトウェアにシフトしている。再創業当初は2005年（平成17年）の株式上場、エンジニアリング会社の買収により、パッケージからソリューション構築までできる企業を目指すとしていたが、2018年（平成30年）現在、合弁会社として日本支部を設立する事はあったが、製品単位で協力会社からのOEMを単体、若しくは組み合わせて必要に応じてローカライズなどを行いパッケージ製品をリリースしており、未上場である。

## 沿革

### 旧・ライフボート
- 1981年（昭和56年）- 田先政秀により米国Lifeboat社の日本支社として設立。
- 1998年（平成10年）- 株式会社ソフトボートに社名変更。同時に経営体制の見直し、社内システムの刷新などを行い、“再創業”をうたった。従来から手がけていた企業向けシステム開発に加え、コンシューマー市場に向けてのパッケージに参入する。本社の移転も同時期に実施[1]。
- 2000年（平成12年）4月 - アイネットの子会社になる[3][2]。
- 2001年（平成13年）- 親会社であるアイネットが、株式会社ソフトサイエンスと合併[4]。
- 2002年（平成14年）4月 - 上記親会社の合併の影響を受け、ソフトボートは株式会社ワイ・デー・ケーシステムセンターと共にプロトンに合併され、一事業部となる。企業文化の違いなどから、退社する社員などが相次ぐ[3][5]。

### 現・ライフボート
- 2002年（平成14年）5月31日 - 旧・ライフボート関係者のうち、ソフトウェアリリースに従事した8名がスピンアウトし、「メガソフト」の支援を受け再創業[3]。
- 2007年（平成19年）5月8日 - 独Paragon Software Groupとの合弁会社設立を発表。同年7月より営業開始[6]。
- 2017年（平成29年）5月 - 会社概要の関連会社の項から「パラゴンソフトウェア」の記述が消え、取締役が変更された。

## 主な取扱製品

### 旧・ライフボート取扱い製品
POWERCP/Mアプリ。メニューソフト。
REDMS-DOSアプリ。スクリーンテキストエディタ。
SoucerMS-DOSおよびWindowsアプリの逆アセンブラ。解析してコメントを付加する機能を持つ。
αランゲージシリーズもっとも売れた低価格開発言語シリーズ。BDS-Cのサブセット版であるα-Cは出荷ベースで5万本販売された。BDS-Cのライセンス数は25000。もっとも当時はプロプライエタリ製品のコピーが横行しており、おそらくユーザーはその十数倍はいたと思われている。
旧・ライフボートでは、登録ユーザーにPERSPECTIVEという開発者向けのコラムや記事の載っている無料の広報誌を配布していた。

### 新・ライフボート取扱い製品
主にソフトウェア本体はOEM供給を受け、海外のソフトウェアのローカライズや、国内製品はハードウェアや複数のソフトウェアをセットにし、目的に応じてパッケージ化している他、販売網を生かし販売元としても商品展開を行っている。
シリーズ製品はその機能に応じてグレードが分けられていることが多く、ドライブワークスなど、複数の自社製品をパッケージしたシリーズもラインナップされている。
2008年（平成20年）にユーティリティブランドの「LB」を発表し、自社扱いの製品については製品名の頭に「LB」と付くようになった。
LB イメージバックアップシリーズ
LB コピー ワークスシリーズ
LB パーティションコマンダーシリーズ
LB パーティションワークスシリーズ
LB バックアップワークスシリーズ
LB プリントセーバーEco2
LB Win軽快ツールズシリーズ
オートセーブ2
- エスコンピュータ社製品

サクッとチェックおでかけメール
キチッと秘密メディアロックシリーズ
カチャッとUSBパソコンロックシリーズ
カチャッとUSB秘密のドライブシリーズ
シッカリ記録アクセスログシリーズ
USB HardLocker Professional
USB HardLocker Standard
簡単セキュリティSuperパック
簡単フォルダーロック＋FL
- トムキャットコンピュータ社製品

パスワードCD/DVD
- ServersCheck BVBA社製品。

ServersCheckシリーズ

## 取り扱い終了製品
- ハウリ社製品

インターネット ウイルス プロテクターV4シリーズ - 販売終了後、新規のインストールを含め一切の利用は許諾されない状況にある。
- カスペルスキー・ラボ製品

Kaspersky Internet Security
Kaspersky Anti-Virus
Kaspersky Anti-Hacker1.9
Version 5の日本での代理店であった。代理店の変更に伴い、取り扱いは終了している。代理店移行に伴う対応は有ったようだが既に無効である。
クイック!ファイル抹消
USBから使える クイック！ファイル抹消
AccessBlockerシリーズ(EX/Pro/Pro EX)
LB システムコマンダーシリーズ
LB デフラグ ワークスシリーズ
LB デリート コマンダーシリーズ
LB デリート ワークスシリーズ
LB ドライブワークスシリーズ

## 文献
- 東野司『ザ・ソフトウェア・パブリッシャー - LIFEBOATベンチャー企業の挑戦』ISBN 4-15-203398-3